# MIT Media Lab

Logotipo do MIT Media Lab.

MIT Media Lab é um laboratório nos Estados Unidos. Com o lema que diz "o futuro é vivido e não imaginado", o Media Lab faz parte do departamento de pesquisa da escola de Arquitetura e Urbanismo do MIT (Massachusetts Institute of Technology). Ele foi fundado pelo professor da MIT Nicholas Negroponte em 1980, juntamente  com o ex-presidente do MIT Ciência, e conselheiro do presidente John F. Kennedy, Jerome Wiesner. As portas do edifício Wiesner são abertas em 1985, tendo seu crescimento devido aos trabalhos da architecture machine group da MIT.

## Função
Partindo do princípio em que vivemos num mundo onde a tecnologia está crescendo em uma forma bastante radical, o Media Lab desenvolve tecnologia para as pessoas criarem um mundo melhor. O laboratório inclui rigorosas pesquisas, programas de graduação, com as disciplinas tradicionais sendo passadas com excelência. Designers de produtos modernos, nanotecnologias, visualização de dados, peritos, pesquisadores industriais, e pioneiros de interfaces do computador trabalham lado a lado para inventar e reinventar experiência como seres humanos, podendo ser auxiliada por meio da tecnologia. 
Nos primeiros 10 anos, o laboratório desenvolveu grande parte da tecnologia que permitiu a "revolução digital", e também o reforço da expressão humana: uma pesquisa inovadora variando de cognição e de aprendizagem, a música eletrônica e a holografia.
Em sua segunda década, o laboratório investiu na tecnologia de comunicação sem fio, comunicações virais, máquinas com o senso comum, novas formas de expressão artística, e de abordagens inovadoras de como as crianças aprendem. 
Em sua terceira década, o laboratório está centrado na "adaptabilidade humana", trabalho que vão de iniciativas para tratar doenças como a doença de Alzheimer e a depressão, a sociabilização de robôs, que possam acompanhar a saúde das crianças ou dos idosos, como também para o desenvolvimento de "próteses inteligentes", que pode imitar, ou mesmo de ultrapassar as capacidades dos nossos membros biológicos. 
Outro tipo de pesquisa elaborada pelo Media Lab, diz respeito a tecnologias pensando no desenvolvimento do mundo, como projetos que trabalham com One Laptop per Child entre outros trabalhos, como projetos que vão desde um programa que possa converter desenhos de composições musicais, sensores portáteis para a vigilância da saúde, até tinta eletrônica. Os pesquisadores do Media Lab estão empenhados em criar um futuro onde máquinas não apenas possam aumentar as capacidades humanas, mas também no que diz respeito a pessoas com mais termos humanos, de um futuro em que os nossos dispositivos não apenas respondem aos comandos, mas também compreendê-los.

## Expansão
O Media Lab começa o século XXI com planos para uma grande expansão: um edifício complexo que, duplicará aproximadamente o seu atual espaço. Esta nova estrutura será adjacente e ligado ao atual Media Laboratory. Quando concluído, o complexo será a casa Okawa Center, que pretende trabalhar sobre as maneiras que as crianças vão viver, aprender e jogar na era digital. O edifício também irá incluir a Lista Visual Arts Center, a Faculdade de Arquitetura + Design Lab e Planejamento do Centro de Estudos Avançados Visuais, o Departamento de Arquitetura Artes Visuais do Programa, bem como do MIT Media Programa de Estudos Comparativos. 

## Patrocinadores
O laboratório da principal fonte de financiamento provém de mais de 60 patrocinadores corporativos cujos negócios vão desde a diversão eletrônica, mobiliário para as finanças, os brinquedos e as telecomunicações. O patrocínio constitui uma oportunidade única para as corporações de ter acesso a um recurso valioso para a condução de pesquisas que é demasiado caro ou muito longe de ser acomodado dentro de um ambiente corporativo. É também uma oportunidade para corporações de trazer as suas preocupações e desafios das empresas para o laboratório e verificar as soluções de pesquisadores presentes. Ao longo dos anos, esta política tem suscitado uma grande número de soluções inesperadas e altamente bem-sucedidas que levaram a novas tecnologias e produtos, beneficiando ambos os patrocinadores e grandemente a comunidade mundial. 

## Pesquisa
O Media Lab proporciona um ambiente único para explorar pesquisas fundamentais e suas aplicações na intersecção da computação e as artes. A pesquisa no Media Lab compreende desenvolvimentos interligados em uma gama de disciplinas, tais como agentes de software; máquina de compreensão; modo como as crianças aprendem; máquina humana e visão, audição, discurso interfaces; computadores portáteis; computação afetiva; design avançado de interface; tangíveis meios de comunicação social; vídeo orientado a objetos, cinema interativo; expressão digital - a partir de texto, de gráficos, de som e as novas abordagens para a representação gráfica espacial, nanomedia, e sensoriamento nanoescala. 
Grande parte do trabalho do laboratório é organizado em consórcios (financiado por patrocinadores corporativos) e programas conjuntos com outros departamentos MIT. Cada professor do Media Lab e cientista sênior leva um grupo de pesquisa que inclui uma série de estudantes e, muitas vezes, envolve pesquisadores graduados.

## Grupos de pesquisa
E-racionalidade - Como podemos compreender o comportamento humano (racionalidade, semi-racionalidade, delimitada racionalidade, e simplesmente irracionalidade) no dia-a-dia, comportamentos, nomeadamente, por via eletrônica.  
Robôs Personalizados - Como construir robôs sociais que interagem, colaboram, e aprendem com as pessoas como parceiros.   
Mídia Sociável-  Como criar melhores ambientes on-line e interfaces de comunicação humana.  
Biomechatronics - Como a tecnologia pode ser usada para aumentar a capacidade física humana.  
Mídia Ecológica - Como integrar o processamento digital de sinais tecnológicos da comunicação e infra-estruturas de rede para fornecer uma significativa compreensão da natureza.  
Mudando os locais -  Como as novas tecnologias e estratégias de design pode tornar possível de forma dinâmica e evolutivo lugares que respondem às complexidades da vida.  
Agentes Softwares - Como o software pode atuar como um assistente para o usuário, em vez de uma ferramenta, a aprendizagem a partir da interação e proativamente antecipar as necessidades do utilizador.  
Viral Comunicações - Como construir ágil, flexível, sistemas colaborativos.  
Ópera do Futuro -  Como a composição musical, performance e instrumentação pode levar a formas inovadoras de expressão, aprendizagem e saúde.  
Inteligência Ambiental -  Como integrar o mundo da informação e serviços estando mais naturalmente em nossas vidas diariamente físicas, permitindo insight, inspiração, interpessoal e conexões.  
Sociedade da Mente -  Como vários fenômenos da mente surgi a partir da interação entre muitos tipos de mecanismos altamente evoluído do cérebro.  
Cidades Inteligentes -  Como edifícios e cidades podem se tornar mais inteligentes a reagir às necessidades e desejos dos seus habitantes.  
Computação Afetiva -  Como as novas tecnologias podem ajudar as pessoas a se comunicarem melhor, compreender e reagir a informação afetiva.  
Câmera Cultura -  Como criar novas maneiras de capturar e partilhar a nossa informação visual.  
Máquinas cognitivas - Como construir máquinas que aprendem a usar a linguagem em humanos como formas e desenvolver ferramentas e modelos para entender melhor como as crianças aprendem a comunicar.  
Fala + Mobilidade - Como o discurso de tecnologias e dispositivos portáteis podem melhorar a comunicação.  
Design da Ecologia  - O modo de reforçar a compreensão, permitir que a criatividade, e a facilidade em nossas interações com o ambiente tecnológico.